# Radež
Radež je razloženo naselje z gručastim jedrom, ki se nahaja v Občini Sevnica. Leži v jugozahodnem delu Vzhodnega Posavskega hribovja, na prisojnem pobočju istoimenskega hriba (654 m), severovzhodno od Loke pri Zidanem Mostu in Račice.  Območje je del zgodovinske dežele Štajerske, danes pa je vključeno v posavsko statistično regijo. V prisojnih legah je še precej vinogradov z zidanicami, ki se omenjajo med leti 1457–1461.  
Gospodarstvo je tradicionalno vezano na kmetijstvo, danes pa mnogi prebivalci delajo v bližnjih večjih krajih. Reka Sava, ki teče južno od naselja, je zgodovinsko vplivala na razvoj tega območja.
K naselju spadajo zaselki: Korin, Mala Breza, Morinc, Nova Gora, Podradež, Polana,  Pasja Dolina in Zvet. Zgodovinsko ime naselja je v nem. Radesch, vzporedno pa so manj pogosto uporabljali tudi Radesh.
Na Polani je srednjeveška cerkev sv. Fabijana in Boštjana, ki je bila temeljito prenovljena med leti 1805 in 1809, pri čemer so sodelovali domačini.
25. 2. 1944 je v območju Radež–Okroglice po dolgem pohodu v mrazu in snegu prenočila XIV. divizija. Divizijski fotograf Jože Petek je ob prihodu pod cerkvijo posnel znamenito fotografijo s tega pohoda. V nasulje stoji tudi spomenik NOB, posvečen dvema kurirjema, in sicer: Hiršel Francu-Ferdu in Arh-Francu-Zorku.